# Romny
Romny (in ucraino Ромни?) è una città ucraina (37 765 abitanti) nel distretto di Romny, nell'oblast' di Sumy. Ospita l'amministrazione del distretto di Romny e della comunità territoriale di Romny, una delle comunità territoriali dell'Ucraina.
Fino al 18 luglio 2020 Romny costituiva una città di rilevanza regionale e non apparteneva ad alcun distretto, anche se era il centro amministrativo del distretto di Rmny. Come parte della riforma amministrativa dell'Ucraina la città fu integrata nel distretto di Romny.